# 布卢门塔尔
布卢门塔尔是德国石勒苏益格－荷尔斯泰因州的一个市镇。总面积7.80平方公里，总人口656人，其中男性336人，女性320人（2011年12月31日），人口密度84人/平方公里。